# Lucy Larcom
Lucy Larcom (ur. 5 marca 1824, Beverly w stanie Massachusetts, zm. 17 kwietnia 1893, Boston) – amerykańska nauczycielka i poetka.

## Życiorys
Lucy Larcom była ostatnim dzieckiem z dziesięciorga rodzeństwa. Urodziła się w miejscowości Beverly w stanie Massachusetts, z którym była związana do końca życia. Gdy miała osiem lat straciła ojca, kapitana żeglugi morskiej, co się odbiło bardzo mocno na finansowej kondycji rodziny. W czasach, gdy pomoc społeczna niemal nie istniała, los wdów z gromadką dzieci był niezwykle trudny. Kiedy Lucy miała jedenaście lat, cała rodzina przeniosła się do miasta Lowell, gdzie matka przyszłej autorki otrzymała posadę kierowniczki hotelu robotniczego dla pracownic tamtejszych zakładów włókniarskich. Wtedy też podjęła pracę w tejże fabryce i pozostała w niej przez dziesięć lat. W tym czasie poznała kwakierskiego poetę Johna Greenleafa Whittiera i zaprzyjaźniła się z jego siostrą. Ta znajomość umożliwiła Lucy Larcom zajęcie się literaturą. Znała  się też z pracującą w tej samej firmie późniejszą sufrażystką i poetką Harriet Hanson Robinson. W 1846 roku autorka opuściła Lowell i udała się do stanu Illinois, gdzie przez trzy lata uczyła w szkole. W latach 1849–1852 studiowała na Monticello Seminary w Godfrey w stanie Illinois. Potem wróciła do Beverly, gdzie uczyła się francuskiego, malowała i nauczała literatury. W 1849 roku Rufus W. Griswald wspomniał o Lucy Larcom  w publikacji Female Poets of America (Poetki Stanów Zjednoczonych). W 1854 poetka dostała nagrodę, przyznaną przez organizację New England Emigrant Aid Company, za wiersz Call to Kansas. W latach 1854–1862 była nauczycielką w Wheaton Seminary w mieście Norton w stanie Massachusetts, gdzie prowadziła zajęcia z języka angielskiego, filozofii moralnej (etyki), logiki, historii i botaniki. Założyła tam gazetkę szkolną. Współpracowała też z pismem dla dzieci Our Young Folks. Później pisała do magazynu dziecięcego St. Nicholas. Drukowała utwory również w prestiżowym piśmie Atlantic Monthly. Lucy Larcom nigdy nie wyszła za mąż. W pewnym momencie zdecydowała się pisać wyłącznie hymny religijne. Zmarła w Bostonie w wieku sześćdziesięciu siedmiu lat. Została pochowana w Beverly. Lucy Larcom była zdeklarowaną abolicjonistką i cieszyła się, że Abraham Lincoln został prezydentem. Poetka cieszyła się dużym szacunkiem. Na jej cześć nazwano Larcom Hall w Wheaton College Campus.

## Twórczość
Poetka pisała dużo. Jej poezje zebrane liczą dwieście kilkadziesiąt wierszy. Tworzyła między innymi sonety. Napisała też sporo wierszy dla dzieci. W 1853 Lucy Larcom opublikowała swoją pierwszą książkę, Similitudes, from the Ocean and Prairie.
Do najpopularniejszych utworów Lucy Larcom należy też hymn Draw Thou my soul, O Christ, closer to Thine;
Draw Thou my soul, O Christ, closer to Thine;
Breathe into every wish Thy will divine;
Raised my low self above, won by Thy deathless love,
Ever, O Christ, through mine let Thy life shine.
Innym ważnym wierszem jest utwór oparty na ewangelicznym motywie, pod tytułem Himself He Cannot Save (Siebie nie może wybawić). Do tradycji chrześcijańskiej odwołuje się też poemat Monica and Augustine (Monika i Augustyn), oparty na Wyznaniach świętego Augustyna. Ważne miejsce w dorobku poetki zajmuje cykl War-Memories, poświęcony wydarzeniom Wojny secesyjnej. Poza tym Lucy Larcom napisała poemat An Idyl of Work, zadedykowany kobietom pracującym w fabrykach.
W 1889 autorka opublikowała autobiografię zatytułowaną A New England girlhood, outlined from memory (Dziewczęce lata w Nowej Anglii zapisane z pamięci), która obecnie jest najszerzej znaną jej książką.